# Lophoturus peruanus
Lophoturus peruanus är en mångfotingart som först beskrevs av Filippo Silvestri 1949.  Lophoturus peruanus ingår i släktet Lophoturus och familjen Lophoproctidae. Inga underarter finns listade i Catalogue of Life.